# ABM弾
ABM弾（Air Burst Munition）は、主に近接防御火器システムに使用することを前提に開発された中小口径の弾丸。
発砲時に初速測定と同時に電磁コイルを経由して最適な起爆時間を信管調定できるため、空中での起爆位置が高精度にコントロール可能。内部に収められた多数の重金属ペレットを高密度で目標前方に投射する。
ABM弾の例としてエリコン・コントラバス社開発の35mm／30mm AHEAD弾（Advanced Hit Efficiency And Destruction）や30mm Pyrotee弾、57mm 3P弾がある。
- 35mm AHEAD弾：タングステン・ペレット 3.3g ×152個
- 30mm Pyrotee弾：タングステン・ペレット 3.3g ×135個

アメリカ海軍の実験では、初速測定による修正を行わない1,600mの時限固定射撃では20mの信管起爆位置の分散であったものが、初速測定による修正を行い5mの範囲に収められた。

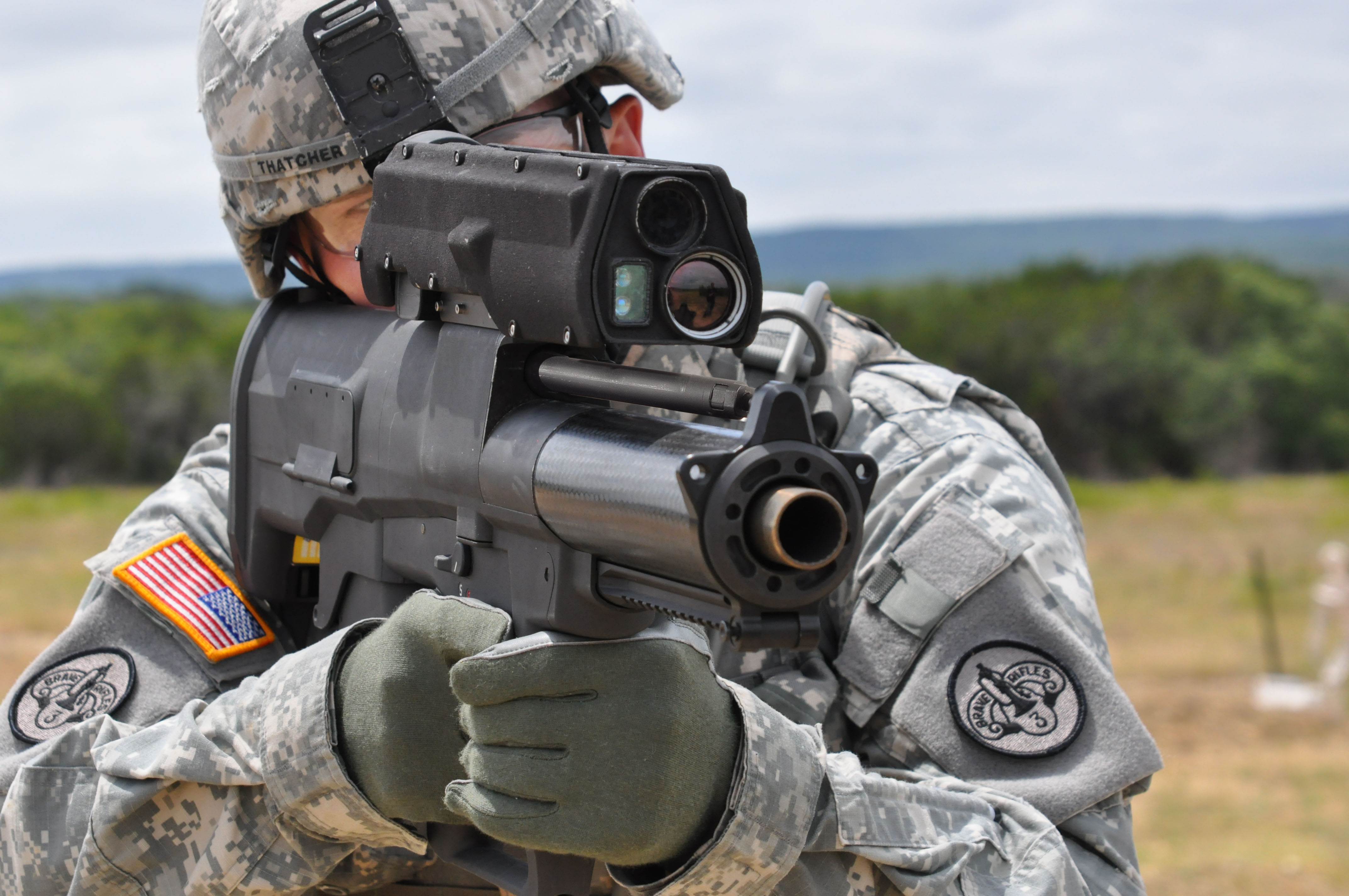
25mm XM25 IAWS

また2000年代から2010年代にかけて歩兵用のグレネードランチャーでも次世代型携行火器としてXM29 OICWやXM25 IAWSが開発されたが、費用対効果が見合わないとして配備は中止された。

## 構成

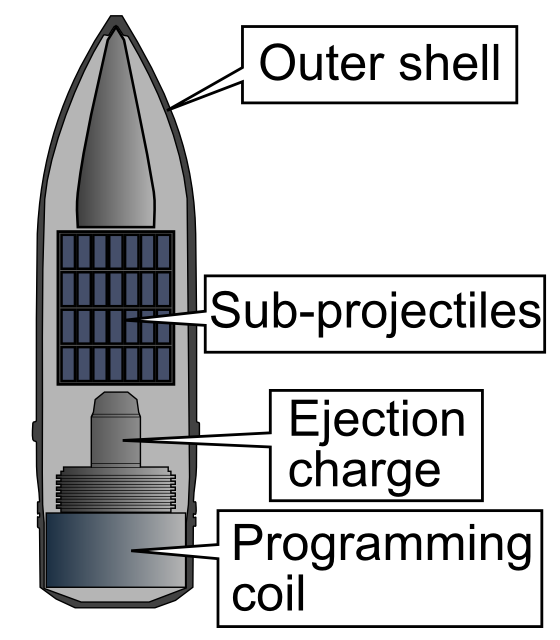
30mm AHEAD弾

- 高精度電子信管
- 信管調停受信コイル
- 射出火薬
- 多数の重金属ペレット
- 弾頭部（主ペネトレーター）
- 外部シェル[1]